# فندق موري
فندق موري (بالإسبانية: Hotel Maury) هو فندق ثلاث نجوم يقع في زوايا شوارع كارابايا وأوكايالي في المركز التاريخي لمدينة ليمابيرو. ويعتبر أحد أقدم الفنادق في كل من بيرو وساحل المحيط الهادئ.

## تاريخ
افتُتٍح الفندق في عام 1835. أسسها التاجر الفرنسي بيدرو موري، وأُنشئ كنزل للمسافرين الذين يمرون عبر ليما. يقع في الكتلة 3 من جيرون كارابايا، على بعد كتلة واحدة من الساحة الرئيسية في العاصمة.
بفضل انتقال ممتلكاته إلى يد رجل تشيلي يدعى ليكاروس، لم يتعرض الفندق للنهب أثناء احتلال ليما من قبل جيش ذلك البلد عندما واجهت بيرو تشيلي في حرب المحيط الهادئ.
انتقلت ملكيتها إلى أنطونيو بيرجنا بعد شرائها. في عام 1954 هُدِمَ المبنى المكون من 45 غرفة وأُعِيد بنائه بواسطة المهندس المعماري المحلي هيكتور فيلاردي والمهندس أدولفو كاروزو. يتكون المبنى الجديد من خمسة طوابق. وقد جُدِّد مرة أخرى لاحقًا وأعيد افتتاحه في فبراير 2000.

### بار ومطعم
يشتهر بار ومطعم الفندق بمأكولاتهما وخدماتهما، كان الملاك يمتلكون أيضًا المطعم في حديقة المعارض وحديقة كامال، وفندق أنكون.
أصبح بار الفندق معروفًا بمشروب البيسكو الحامض، وقد اختُرِع هذا المشروب في بار موريس (في شارع بوزا)، ولكن حُسِّنَت الوصفة في بار هذا الفندق. كما أُنشِئ كوكتيل آخر يعتمد على البيسكو في المنشأة الأصلية، وهو Ponche de los libertadores [الإنجليزية]. وهو جزء من طريق Pisco Sour في وسط ليما إلى جانب فندقي بوليفار الكبير وكاسا تامبو.